# Калинівський лісовий заказник
Кали́нівський зака́зник — лісовий заказник місцевого значення в Україні. Об'єкт природно-заповідного фонду Вінницької області. 
Розташований у межах Калинівського району Вінницької області, між селами Сальник і Лісова Лисіївка. 
Площа 11 га. Оголошений відповідно до рішення Вінницького облвиконкому від 29.08.1984 року № 371. Перебуває у віданні Вінницьке державне підприємство «Вінлісгосп» (Калинівське л-во, кв. 122, діл. 2). 
Статус надано для збереження високопродуктивного еталонного соснового лісонасадження віком близько 100 років. Травостій заказника складається із тіньових неморальних видів — копитняк європейський, зірочник лісовий, материнка запашна. Зі світлолюбивих видів зростають коронарія, зозулин цвіт, суниці лісові, вероніка лікарська і вероніка дібровна, мітлиця собача, дзвоники розлогі та інші. 
Зростає ряд видів, занесених до Червоної книги України: гніздівка звичайна, любка дволиста, коручка чемерникоподібна. Охороняється також генофонд лікарських видів — звіробій звичайний, вероніка лікарська, материнка звичайна.

## Галерея

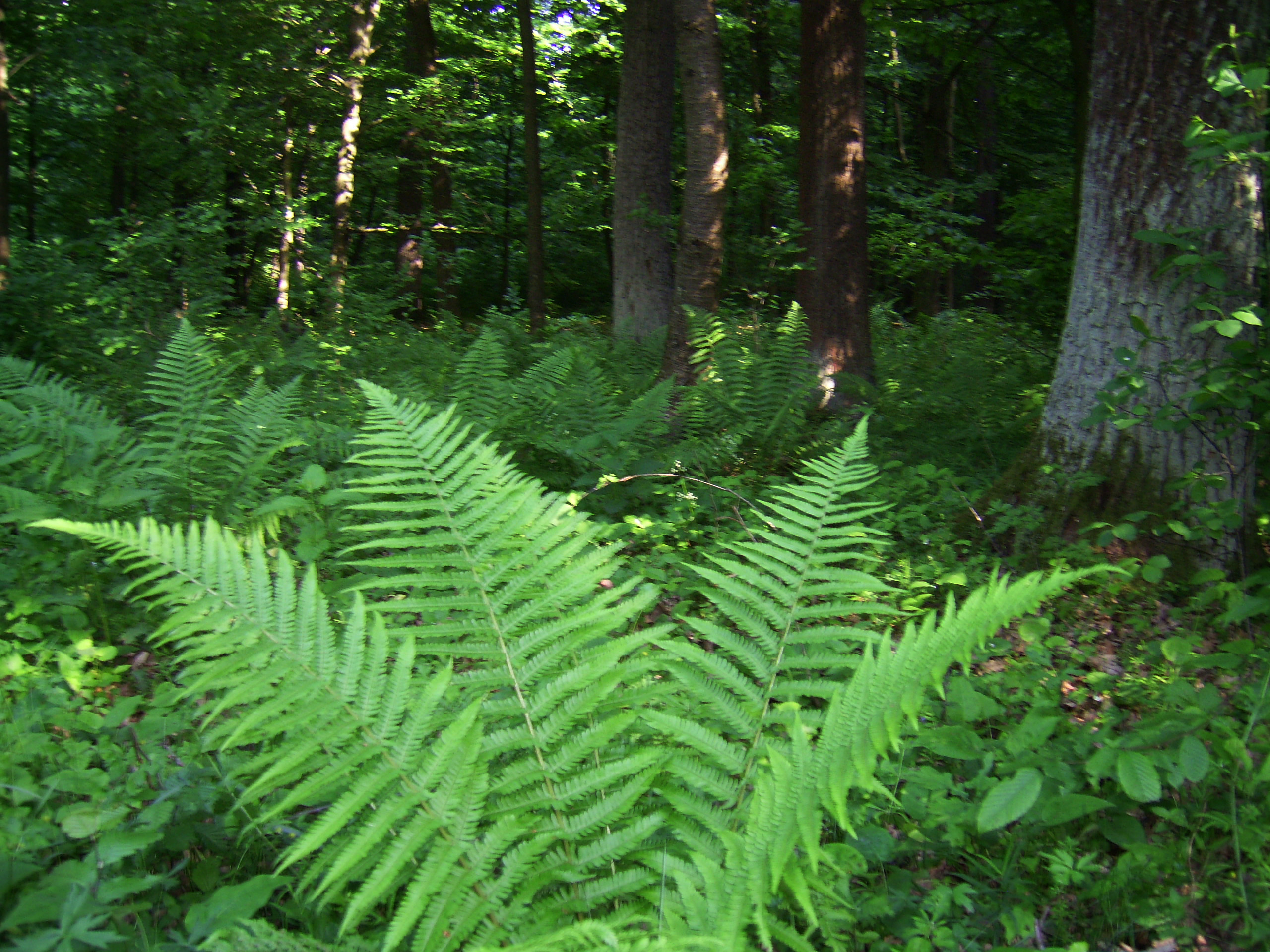
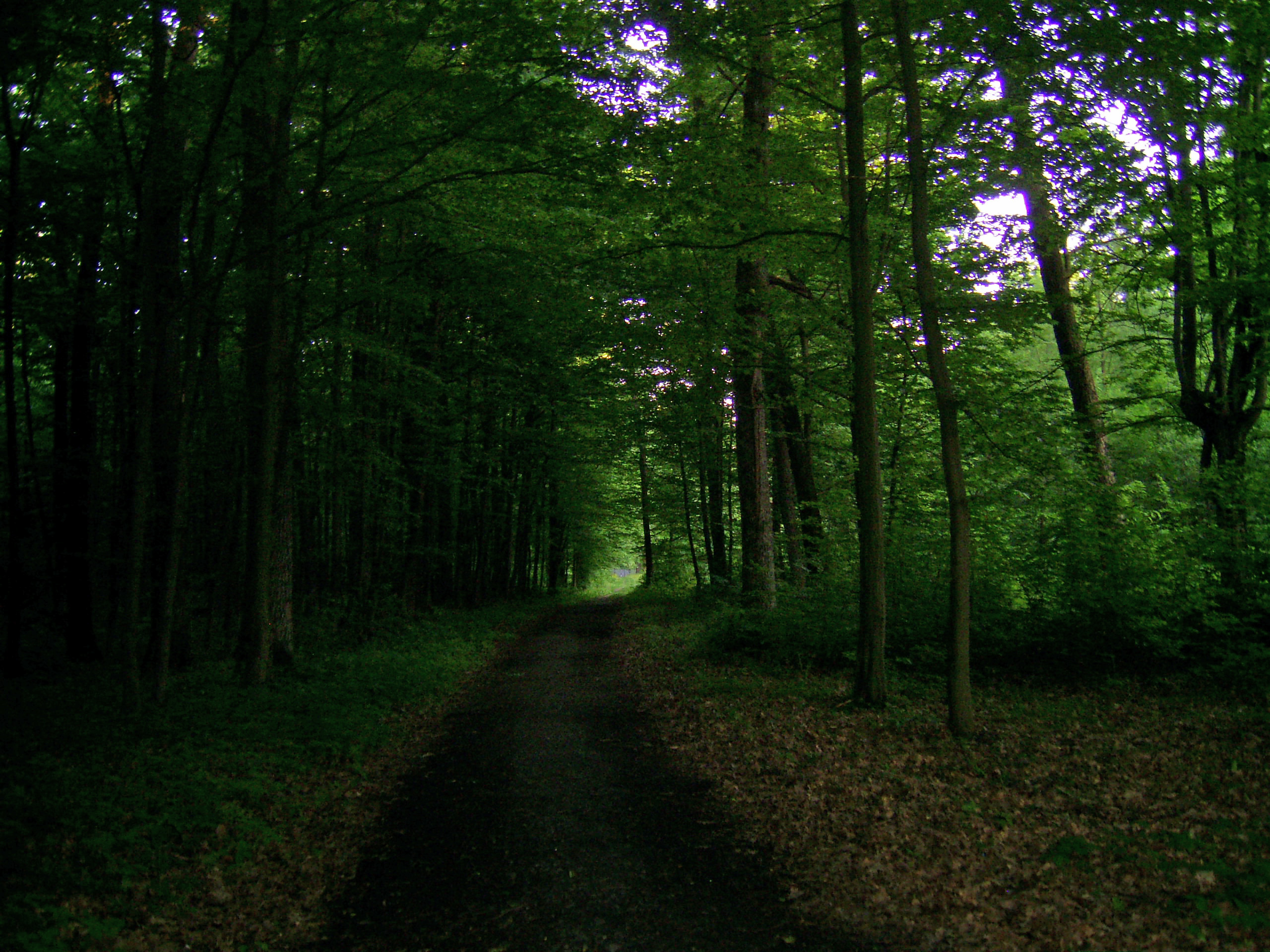
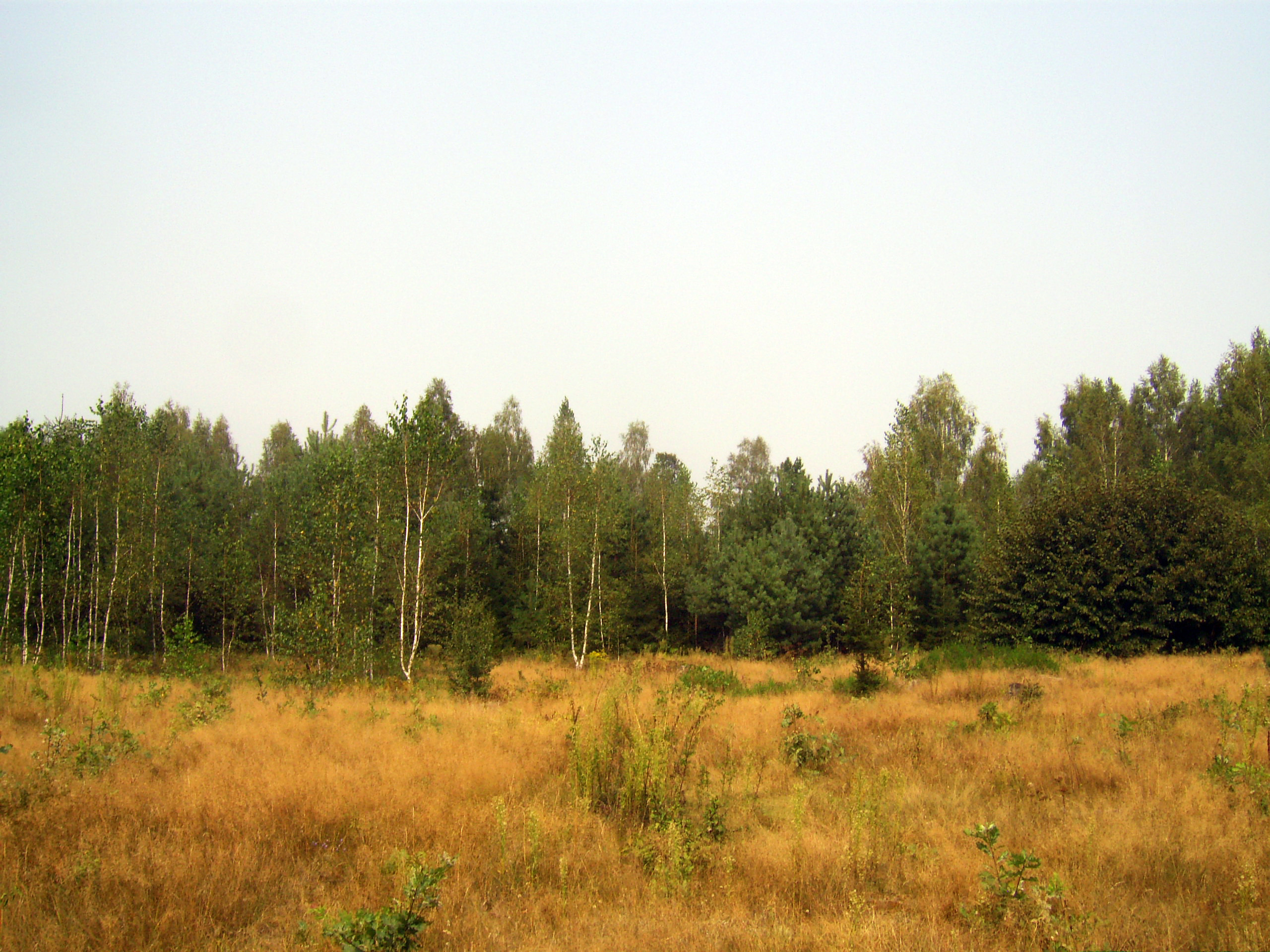
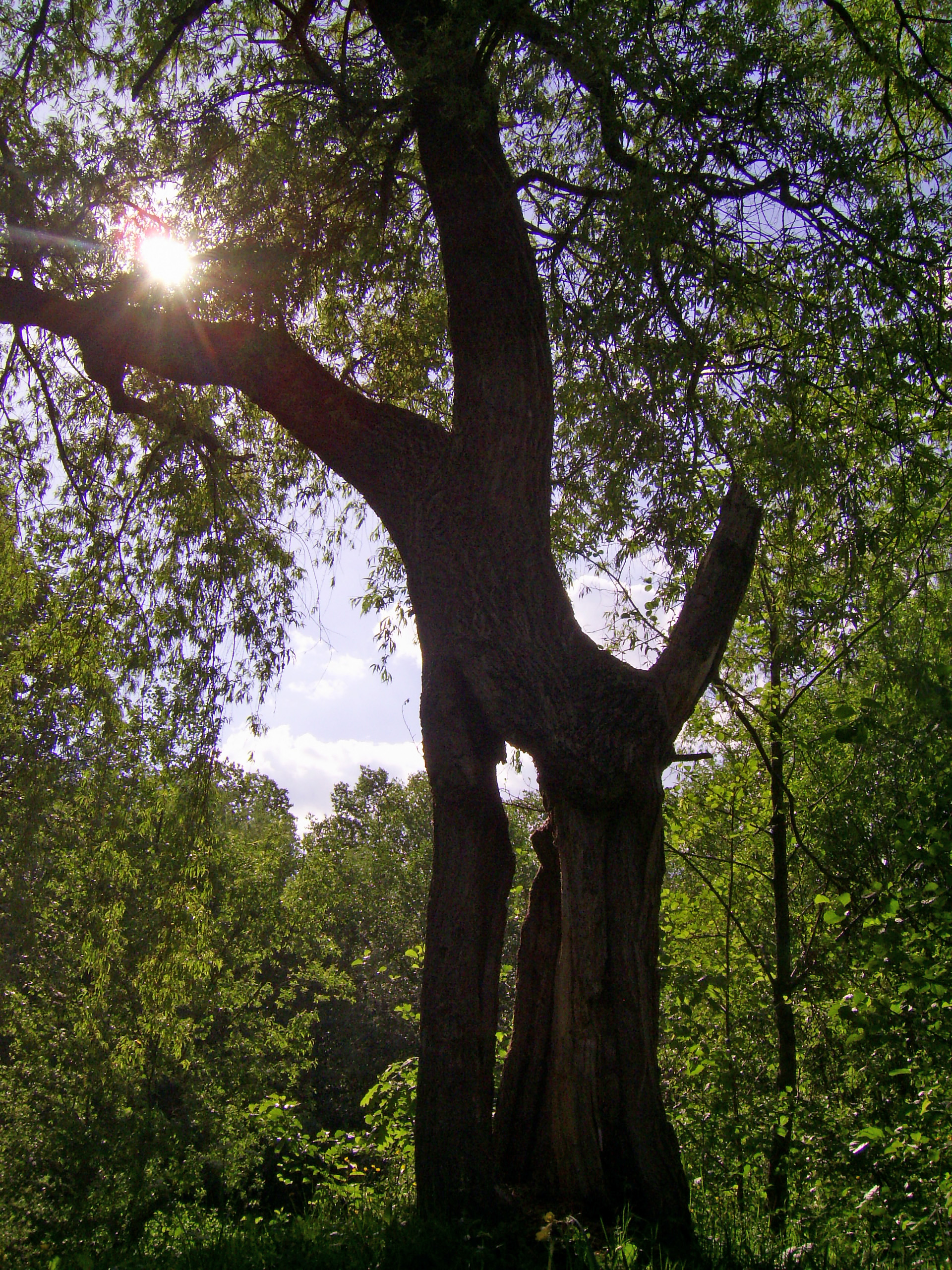